# Draga pri Sinjem Vrhu
Drága pri Sínjem vŕhu je naselje v Sloveniji.

## Geografija
Povprečna nadmorska višina naselja je 270 m.
Pomembnejša bližnja naselja so: Sinji vrh (1 km), Damelj (1 km), Vinica (8,5 km) in Črnomelj (27 km).